# Monocloreto de alumínio
Monocloreto de alumínio é o metal de halogeneto com a fórmula AlCl. Este composto é produzido como um passo no processo Alcan para fundir alumínio a partir de um outro que se liga. Quando a ligação é colocado num reator que é aquecido a 1300° C, mistura-se com tricloreto de alumínio, um gás de monocloreto de alumínio do qual é produzido.